# Lissaspis obscura
Lissaspis obscura là một loài tò vò trong họ Ichneumonidae.